# Non ci resta che ridere
Non ci resta che ridere è un film del 2019 diretto da Alessandro Paci.

## Trama
Protagonisti del film carabinieri, medici e camerieri. Si raccontano varie storie con un unico filo conduttore: la comicità.

## Distribuzione
Il film è stato distribuito nelle sale cinematografiche italiane dalla M2 Pictures  a partire dal 2 maggio 2019 per poi approdare su Amazon Prime Video